# 入倉憲二
入倉 憲二（いりくら けんじ）は、日本の地方公務員。名古屋市副市長や、ファインセラミックスセンター副会長、名古屋交通開発機構取締役副社長、国際デザインセンター取締役副社長、サカエチカマチ代表取締役社長等を歴任した。

## 人物・経歴
1960年香川県立高松高等学校卒業。1964年名古屋大学法学部卒業。名古屋市住宅都市局長、名古屋市総務局長を経て、2011年から名古屋市副市長や、株式会社名古屋交通開発機構取締役副社長、株式会社国際デザインセンター代表取締役副社長を務め、名古屋駅周辺の街づくり構想策定などにあたった。
2014年退職、公益財団法人名古屋まちづくり公社顧問。のち、栄地下センター株式会社代表取締役社長を務め、2017年にはサカエチカマチ株式会社に商号変更。クリスタル広場の再整備や地域冷暖房導入などサカエチカの開発を進めた。退任後、サカエチカマチ株式会社相談役に就任。
名古屋市職員共済組合理事長、中部香川県人会会長、東海玉翠会会長、公益社団法人全国市有物件災害共済会理事、学校法人愛知大学評議員、一般財団法人ファインセラミックスセンター副会長、二の丸会会長、一般財団法人東海テレビ国際基金理事、公益財団法人名古屋フィルハーモニー交響楽団理事等も歴任した。